# Giovanni Capurro
Giovanni Capurro, född 5 februari 1859 i Neapel i Bägge Sicilierna, död 20 juni 1920 i Neapel i Italien, var en neapolitansk textförfattare av neapolitanska och itallienska sånger. Mest känd för texten till 'O sole mio.